# حذف (نحو)
الحذف عند النحاة إسقاط ما دل عليه دليل، كمَنْ إذا سئل «مَنْ أَتَاكَ» قال «زَيْدٌ» عوض الجملة المكتملة «أَتَانِي زَيْدٌ».
الحذف في علم اللغويات هو حذف كلمة (أو بعض الكلمات أو حتى شبه جملة) ولكنها مع ذلك لاتزال مفهومة من سياق العناصر المتبقية. هناك عدة أنواع منفردة من الحذف معترف بها في نظريات علم النحو.